# Silao
Silao là một thành phố và là một khu vực quy hoạch (notified area) của quận Nalanda thuộc bang Bihar, Ấn Độ.

## Địa lý
Silao có vị trí 25°05′B 85°25′Đ / 25,08°B 85,42°Đ Nó có độ cao trung bình là 60 mét (196 feet).

## Nhân khẩu
Theo điều tra dân số năm 2001 của Ấn Độ, Silao có dân số 20.177 người. Phái nam chiếm 52% tổng số dân và phái nữ chiếm 48%. Silao có tỷ lệ 52% biết đọc biết viết, thấp hơn tỷ lệ trung bình toàn quốc là 59,5%: tỷ lệ cho phái nam là 60%, và tỷ lệ cho phái nữ là 43%. Tại Silao, 19% dân số nhỏ hơn 6 tuổi.